# جمهوری کارلیا

جمهوری کارلیا در نقشهٔ روسیه.

جمهوری کارلیا (به روسی: Респу́блика Каре́лия)(به کارلیایی: Karjalan tašavalta) یکی از جمهوری‌های روسیه است که در سال ۲۰۱۰ میلادی ۶۴۳٬۵۴۸ نفر جمعیت داشته‌است. پایتخت این جمهوری، شهر پتروزاودسک است.

## شهرها

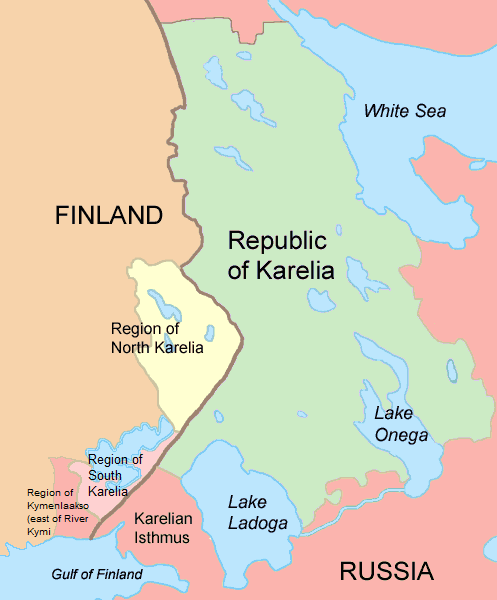

- Olonets
- بلومورسک
- پودوژ
- پیتکیارانتا
- سگژا
- سوئویاروی
- سورتاوالا
- کِم
- کوستوموکشا
- کوندوپوگا
- Lakhdenpokhya
- مدوژیه‌گورسک